# Lifeforms (Angels & Airwaves)
Lifeforms è il sesto album degli Angels & Airwaves ed è stato pubblicato il 24 settembre 2021.

## Tracce
1. Timebomb – 3:58
2. Euphoria – 4:24
3. Spellbound – 4:17
4. No More Guns – 2:40
5. Losing My Mind – 3:52
6. Automatic – 3:23
7. Restless Souls – 3:47
8. Rebel Girl – 3:46
9. A Fire In A Nameless Town – 3:33
10. Kiss & Tell – 4:08

## Formazione
- Tom DeLonge – voce, chitarra, sintetizzatori
- Ilan Rubin – batteria, tastiere, sintetizzatori